# 紫竹高新区駅
紫竹高新区駅（しちくこうしんくえき）は上海市閔行区呉涇鎮紫竹高新区蓮花南路と東川路の交差点に位置する上海軌道交通15号線の駅である。2021年1月23日開業。将来的には23号線も当駅を通過し、15号線と23号線の乗換駅となる予定である。

## 駅構造
島式ホーム1面2線を地下2階に有する地下駅である。
- 紫竹高新区駅コンコース
- ホーム
- 紫竹高新区駅ホーム壁

### のりば
| ホーム | 路線   | 行先         |
| ------ | ------ | ------------ |
| ①      | 15号線 | 到着ホーム   |
| ②      | 15号線 | 顧村公園方面 |

## 駅出口
8つの出口があり、当初は5～8号出口のみが開設された。当初5号出口と7号出口は仮設であったが、常設の7号出口が2024年4月20日に開設され、常設の2～5号出口は2024年9月19日に開設された。

## 駅周辺
- 紫竹国家高新技術産業開発区
- 華東師範大学閔行校区 - 8号出口付近に新校門への通路が確保されている[5]。

## 事故
2021年1月21日、4号出口（工事中の仮称は9号出口）が工事中に倒壊したが、負傷者はいなかった。この事故で駅の開業には影響しなかった。

## 隣の駅
上海軌道交通
 15号線
永徳路駅 - 紫竹高新区駅